# Рачиці (Зомбковицький повіт)
Рачиці (пол. Raczyce) — село в Польщі, у гміні Зембіце Зомбковицького повіту Нижньосілезького воєводства.
Населення становить 158 осіб за даними 2011 року.
У 1975—1998 роках село належало до Валбжиського воєводства.

## Демографія
Демографічна структура станом на 31 березня 2011 року:
|          | Загалом | Допрацездатний вік | Працездатний вік | Постпрацездатний вік |
| -------- | ------- | ------------------ | ---------------- | -------------------- |
| Чоловіки | 77      | 11                 | 61               | 5                    |
| Жінки    | 81      | 13                 | 51               | 17                   |
| Разом    | 158     | 24                 | 112              | 22                   |